# Ichneumon punctorius
Ichneumon punctorius là một loài tò vò trong họ Ichneumonidae.